# Leon Boenig
Leon Boenig (ur. 20 kwietnia 1846 w Grzędach, zm. 9 lutego 1922 w Chojnicach) – polski duchowny katolicki, prezbiter rzymskokatolicki diecezji chełmińskiej, proboszcz parafii Ścięcia św. Jana Chrzciciela w Chojnicach, dziekan dekanatu człuchowskiego, kapelan garnizonu wojsk królewskich pruskich w Toruniu, radca duchowny, działacz społeczny, kawaler Orderu Orła Czerwonego IV klasy.

## Życiorys
Urodził się 20 kwietnia 1846 r. w miejscowości Grzęda w powiecie olsztyńskim, w rodzinie żandarma pruskiego. Wychowywał się w Kartuzach. Uczył się w gimnazjum w Wejherowie, gdzie w 1866 r. złożył egzamin dojrzałości. Po studiach w Seminarium Duchownym w Pelplinie przyjął 11 czerwca 1870 r. święcenia kapłańskie. Był wikariuszem w Skarszewach; Starogardzie Gdańskim, gdzie po śmierci ówczesnego proboszcza zarządzał parafią. W latach 1882–1887 pełnił funkcję kapelana garnizonu wojsk królewskich pruskich w Toruniu. 7 czerwca 1887 r. objął urząd proboszcza parafii Ścięcia św. Jana Chrzciciela w Chojnicach. W latach 1906–1920 był dziekanem człuchowskim. Po śmierci księdza Augustyna Behrendta objął stanowisko prezesa Kuratorium Zakładu św. Boromeusza w Chojnicach. Był także radcą duchownym. Powołał w Chojnicach do życia wiele organizacji: w 1890 r. założył Towarzystwo Ludowe "Oświata", w którym pełnił obowiązki przewodniczącego. Kierował Katolickim Towarzystwem Czeladzi, założonym w 1898 r. i Katolickim Towarzystwem Robotników, działającym od 1907 r. W 1894 rozpoczął  w kościele farnym budowę nowego ołtarza głównego w stylu neogotyckim, a w latach 1905-1913 prowadził pracę nad regotyzacją wnętrza chojnickiej świątyni. Odznaczony pruskim Orderem Orła Czerwonego IV klasy. Zmarł 9 lutego 1922 w Chojnicach i został pochowany na Cmentarzu Parafialnym.